# Sant Martin dels Poses
Sant Martin dels Poses (en francès Saint-Martin-des-Puits) és un municipi francès situat al departament de l'Aude i a la regió d'Occitània.